# フレームポット
フレームポットは、1999年10月頃までアニメーション撮影事業を行っていた日本の組織。

## 概要
旧虫プロの撮影スタッフである熊谷幌史が設立したアニメ撮影スタジオ。設立当初より旧虫プロOBが代表を務めるグルーパープロダクション（サンリオ製作のアニメーション映画）やマッドハウスの作品を中心に手掛けた。1990年代に入ると日本アニメーション敷地内にあったトランス・アーツ多摩スタジオが撤退したことに伴い、入れ替えに居を構え、日本アニメーションのフィルム撮影部門として活動。アニメ制作工程のデジタル化が進み、日本アニメーション社内でもデジタル彩色・合成部門が設けられたため、1999年11月頃に廃業・解散した。

## 作品履歴

### テレビシリーズ
- 世界名作劇場
- 中華一番
- 花さか天使テンテンくん
- コレクター・ユイ:第1期